# オラウス・ルドベック

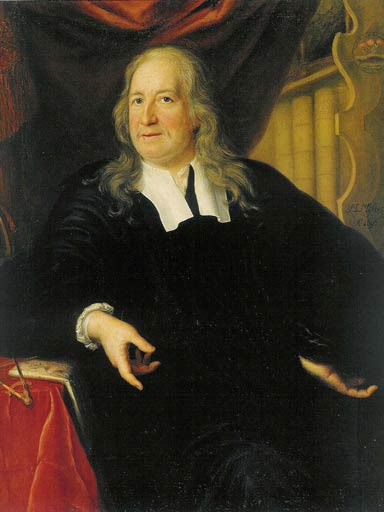
オラウス・ルドベック

オラウス・ルドベック（Olaus Rudbeck または息子と区別するために Olof Rudbeck the Elder、ラテン語名： Olaus Rudbeckius、1630年9月13日  – 1702年12月12日）は、スウェーデンの科学者、作家である。ウプサラ大学の医学の教授を務め、何度か学長を務めた。リンパ系の発見者の1人として知られ、ウプサラ大学にスウェーデン初の植物園をつくった。ルドベック植物園と呼ばれた、ウプサラ大学の旧植物園は、現在はリンネ庭園と改名されて残されている。息子のオロフ・ルドベックは有名な植物学者になった。またアトランティスはスウェーデンであったという説を論じた。男系の子孫にスウェーデンの化学者・発明家・実業家アルフレッド・ノーベル (1833–1896) がいる。

## 生涯
ヴェステロースの司教の息子に生まれた。父親の設立した高校を出た後、ウプサラ大学で解剖学を学び、血液循環説を唱えたウイリアム・ハーベーの著書を学んだ。1652年にリンパ系を発見したとされるが、この発見の先取権については、デンマーク人のトーマス・バートリンとの間で議論が生じている。スウェーデン女王クリスティーナ と宰相アクセル・オクセンシェルナの資金で1653年にオランダに派遣されてライデン大学で、医学、音楽、機械工学、絵画、古典を学んだ。スウェーデンに戻ると、ウプサラ大学の医学の講師に任じられた。植物学も教え、大学に植物園を作った。1660年に自然史の教授となり、1661年から1670年の間、ウプサラ大学の学長に任じられた。解剖学の教授、大学の学芸員も務めた。
ウプサラ大学の教育を革新し、一般市民が有料で参観できる近代的な解剖劇場をつくった他、風車や、はね橋も発明し、ウプサラとストックホルム間の郵便システムやウプサラの上水道の整備も行った。

## アトランティス＝スウェーデン説

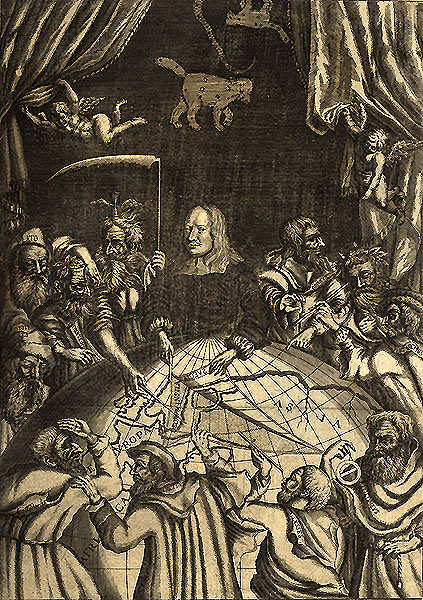
Atlanticaの挿絵。太古の学者たちに囲まれているルドベックが、地球儀の表面を剥がし「新たに見つかったアトランティス」としてスウェーデンを指し示している。

当時スウェーデンが列強国として栄えていたことを背景に、1679年から1702年の間に古典語を研究し、遺跡の上の腐植土の厚さから年代を推定する方法などを用いて、スウェーデンが伝説のアトランティスであったと主張した。彼は、研究の結果アトランティスが自国スウェーデンであるという結論に至ったのは、偶々だと考えていたようである。4巻、3,000ページの著書、Atland eller Manheim を発表し、スウェーデン語がアダムの話した言語の起源で、ラテン語やヘブライ語の元になったことを主張した。彼の著作は広く読まれ、ピエール・ベール、アイザック・ニュートン、ゴットフリート・ライプニッツ、シャルル・ド・モンテスキューなどの当時の著名な知識人から高く評価された。
当時の学者たちからの批判、風刺の対象ともなり、ディドロの『百科全書』の「語源学」の項で、不適当な結合の例として示され、批判された。ルドベックの説は、スウェーデンが没落するとルドベックの名声と共に忘れられた。スウェーデンでは人気を保ち、息子のオロフ・ルドベックも比較言語学的な研究を行った。